# Andrea Dvorak
Andrea Dvorak, née le 9 octobre 1980 à Washington D.C., est une coureuse cycliste professionnelle américaine membre de l'équipe TWENTY16 Sho-Air.

## Biographie
Elle obtient une licence de biologie et d'espagnol à l'université de Virginie en 2003, avant d'obtenir un Juris Doctor de l'école de droit de Virginie en 2006. Elle a d'abord été triathlète et a remporté le titre national dans la discipline. Elle a intégré le United States Olympic Training Center dans ce cadre. Ce n'est qu'en 2007 qu'elle se consacre au cyclisme. Elle est mariée à Peter Hufnagel. Ils vivent à Charlottesville.

## Palmarès sur route
- 2011
  - 2e du championnat des États-Unis sur route
- 2012
  - 8e étape de la Route de France
- 2015
  - Cascade Cycling Classic

## Classement UCI
| Année          | 2011 | 2012 | 2013 | 2014 | 2015 |
| Classement UCI | 100e | 186e | 403e | -    | 201e |